# Acrotylus patruelis
Acrotylus patruelis is een rechtvleugelig insect uit de familie veldsprinkhanen (Acrididae). De wetenschappelijke naam van deze soort is voor het eerst geldig gepubliceerd in 1838 door Herrich-Schäffer.
1. ↑  (en) Acrotylus patruelis op de IUCN Red List of Threatened Species.